# Xanthorhoe orophylloides
Xanthorhoe orophylloides là một loài bướm đêm trong họ Geometridae.